# Le cascate dell'Ignazù
Le cascate dell'Ignazù è un documentario muto italiano del 1907 diretto da Roberto Omegna.